# Mana-Ay Roque
Mana-Ay Verangel Roque (ur. 1 stycznia 1978) – filipiński zapaśnik w stylu wolnym.
Srebrny medalista igrzysk Azji Południowo-Wschodniej w 2011 i brązowy w 2007 i 2009. Dziesiąty na mistrzostwach Azji w 2008 i szesnasty w 2009 roku.